# Tarlósi István
Tarlósi István (1968. augusztus 29. –) labdarúgó, kapus.

## Pályafutása
1987 és 1989 között a Tatabányai Bányász labdarúgója volt. Az élvonalban 1988. március 5-én mutatkozott be a Siófoki Bányász ellen, ahol 2–2-es döntetlen született. Tagja volt az 1987–88-as idényben ezüstérmet szerzett csapatnak. 1991 és 1993 között a Kispest-Honvéd játékosa volt, ahol egy arany- és egy ezüstérmet szerzett az együttessel. Egyik csapatban sem sikerült meghatározó játékossá válnia. Az 1994–95-ös idényben a BVSC első számú kapusa volt. Az élvonalban 40 mérkőzésen szerepelt.

## Sikerei, díjai
- Magyar bajnokság
  - bajnok: 1992–93
  - 2.: 1987–88
  - 3.: 1991–92